# April Showers Bring May Flowers
«April Showers Bring May Flowers» (яп. ブスに花束を。, Busu ni Hanataba o, Квітневі зливи приносять травневі квіти) — серія манґи, написана та ілюстрована Року Сакурою. Серіалізувалася у сейнен-журналі Young Ace видавництва Kadokawa Shoten з квітня 2016 року по вересень 2022 року, а її розділи були зібрані у 12 томів танкобонів. Аніме-телесеріал, створений студією Silver Link, прем'єрував у липні 2025 року.

## Сюжет
Ханабата Табата, учениця першого року старшої школи, яка вважає себе негарною, приходить до школи рано, щоб замінити квіти у вазі в її класі, що є частиною її щоденної рутини. Вона так захоплюється цим, що у неї залишаються квіти у волоссі і її помічає Йоске, який саме розмірковував над тим, хто змінює квіти. Хоча вона зніяковіло тікає, він починає з нею розмовляти.

## Персонажі
Хана Табата (яп. 田端 花, Tabata Hana)
Сейю: Саорі Хаямі
Учениця першого року старшої школи. Тиха і добросердечна, але вважає себе негарною. Має поганий зір і дещо зайву вагу. З дитинства її дражнили «потворою», що вплинуло на її нинішню особистість. Любить сьодзьо-манґу та романтичні ігри про жінок. Захопившись героїнею сьодзьо-манґи, зацікавилася квітами і стала членом комітету з благоустрою.
Йоске Уено (яп. 上野 陽介, Ueno Yōsuke)
Сейю: Шімба Цучія
Найкрасивіший хлопець у класі. У молодшій школі належав до баскетбольного клубу і популярний серед дівчат. Працює неповний робочий день в окономіякі-ресторані. Він був стурбований квітами в класі, але виявив, що Хана їх переставляла і почав з нею розмовляти.
Суміре Уґуісудані (яп. 鶯谷 すみれ, Uguisudani Sumire)
Сейю: Йошіно Аояма
Найкрасивіша дівчина в класі. Хоча зовні вона здається яскравою і доброю, у неї є розважлива і підступна сторона. Попри те, що багато хлопців домагаються її через зовнішність, вона закохується в Йоске, який ставиться до неї без прихованих мотивів. Розуміючи, що Йоске відчуває почуття до Хани, вона зовні близька з Ханою, але за її спиною діє як її суперниця. Вона оговтується від відмови Йоске за допомогою Тецуо і поступово проводить з ним більше часу.
Тецуо Ґотанда (яп. 五反田 鉄男, Gotanda Tetsuo)
Сейю: Йосімаса Хосоя
Найкращий друг Йоске з молодшої школи. Він є членом клубу дзюдо. Попри суворий вигляд і незмінний вираз обличчя, він ніжний і уважний. Він єдиний, хто знає приховану особистість Суміре, але ставиться до неї прямолінійно і дає серйозні поради. Він відволікає Суміре від розбитого серця, водячи її в караоке або на ігри і після цього вони проводять більше часу разом.
Цутому Шінбаші (яп. 新橋 努, Shimbashi Tsutomu)
Сейю: Тасуку Хатанака
Хлопець, який належить до популярної групи в класі, але завжди виглядає неспокійним. Він невисокого зросту і звичайною зовнішністю, а до молодшої школи носив окуляри. Коли він вступив до старшої школи, то пофарбував волосся і почав носити контактні лінзи. Він закоханий у Суміре, але страждає через низьку самооцінку.
Саяка Оцука (яп. 大塚 彩華, Ōtsuka Sayaka)
Переведена учениця, яка навчалася в тій самій молодшій школі, що й Йоске та Тецуо. Весела гяру, яка любить макіяж. У молодшій школі її дражнили під час хорових репетицій, бо вона не мала слуху і почуття ритму. Вона подружилася з Йоске і Тецуо, які щиро підтримували її під час репетицій.

## Медіа

### Манґа
Написана та ілюстрована Року Сакурою, манґа «April Showers Bring May Flowers» серіалізувалася в сейнен-журналі Young Ace видавництва Kadokawa Shoten з 4 квітня 2016 року по 2 вересня 2022 року. Kadokawa зібрало її розділи у дванадцять томів танкобонів, які виходили з 4 листопада 2016 року по 4 листопада 2022 року.
Спеціальна серія під назвою «April Showers Bring May Flowers: Bloom» (яп. ブスに花束を。～Bloom～, Квітневі зливи приносять травневі квіти: Цвітіння) почала виходити в Young Ace 4 березня 2025 року.
У червні 2024 року видавництво Yen Press оголосило про ліцензування серії для публікації англійською мовою, починаючи з листопада 2024 року.

#### Томи
| №  | Дата виходу      | ISBN                   |
| -- | ---------------- | ---------------------- |
| 1  | 4 листопада 2016 | ISBN 978-4-04-104884-9 |
| 2  | 4 липня 2017     | ISBN 978-4-04-105648-6 |
| 3  | 29 грудня 2017   | ISBN 978-4-04-106396-5 |
| 4  | 4 липня 2018     | ISBN 978-4-04-107056-7 |
| 5  | 29 грудня 2018   | ISBN 978-4-04-107734-4 |
| 6  | 4 липня 2019     | ISBN 978-4-04-107735-1 |
| 7  | 28 грудня 2019   | ISBN 978-4-04-108933-0 |
| 8  | 4 липня 2020     | ISBN 978-4-04-109635-2 |
| 9  | 28 грудня 2020   | ISBN 978-4-04-109636-9 |
| 10 | 3 серпня 2021    | ISBN 978-4-04-111456-8 |
| 11 | 4 лютого 2022    | ISBN 978-4-04-111457-5 |
| 12 | 4 листопада 2022 | ISBN 978-4-04-112859-6 |

### Аніме
У листопаді 2022 року було оголошено, що манґа отримає аніме-адаптацію. Пізніше стало відомо, що це буде телевізійний серіал, створений студією Silver Link, режисером і сценаристом якого виступить Мірай Мінато, Міва Ошіма розробить дизайн персонажів, а Юкі Хаяші та Шого Ямашіро напишуть музику. Прем'єра відбулась 4 липня 2025 року на Tokyo MX та інших каналах. Вступною піснею є «Bloom» у виконанні TWS за участю Аюму Імазу, а заключною — «Souvenir» у виконанні Glasgow.

## Сприйняття
Серія посіла п'яте місце у друкованій категорії п'ятої премії «Next Manga Award» у 2019 році.